# Élections départementales de 2015 dans la Haute-Loire
Les élections départementales ont lieu les 22 et 29 mars 2015.

## Contexte départemental

### Assemblée départementale sortante
Avant les élections, le conseil général de la Haute-Loire est présidé par Jean-Pierre Marcon, membre de l'Union des démocrates et indépendants. Il comprend 35 conseillers généraux issus des 35 cantons de la Haute-Loire. Après le redécoupage cantonal de 2014, ce sont 38 conseillers qui seront élus au sein des 19 nouveaux cantons de la Haute-Loire.
| Parti                                | Sigle | Sigle | Élus |
| ------------------------------------ | ----- | ----- | ---- |
| Majorité (27 sièges)                 |       |       |      |
| Union des démocrates et indépendants |       | UDI   | 14   |
| Divers droite                        |       | DVD   | 6    |
| Union pour un mouvement populaire    |       | UMP   | 6    |
| Sans étiquette                       |       | SE    | 1    |
| Opposition (8 sièges)                |       |       |      |
| Parti socialiste                     |       | PS    | 5    |
| Divers gauche                        |       | DVG   | 2    |
| Europe Écologie Les Verts            |       | EÉLV  | 1    |
| Président du conseil général         |       |       |      |
| Jean-Pierre Marcon (UDI)             |       |       |      |

### Assemblée départementale élue
| Parti                                | Sigle | Sigle | Élus |
| ------------------------------------ | ----- | ----- | ---- |
| Majorité (33 sièges)                 |       |       |      |
| Union des démocrates et indépendants |       | UDI   | 14   |
| Divers droite                        |       | DVD   | 10   |
| Union pour un mouvement populaire    |       | UMP   | 6    |
| Sans étiquette                       |       | SE    | 3    |
| Opposition (5 sièges)                |       |       |      |
| Parti socialiste                     |       | PS    | 4    |
| Divers gauche                        |       | DVG   | 1    |
| Président du conseil départemental   |       |       |      |
| Jean-Pierre Marcon (UDI)             |       |       |      |

## Résultats à l'échelle du département

### Résultats par nuances du ministère de l'Intérieur
Les nuances utilisées par le ministère de l'Intérieur ne tiennent pas compte des alliances locales.
| Binômes     | Binômes            | Premier tour | Premier tour | Second tour | Second tour | Sièges |
| Binômes     | Binômes            | Voix         | %            | Voix        | %           | Sièges |
| ----------- | ------------------ | ------------ | ------------ | ----------- | ----------- | ------ |
|             | Union de la droite | 34 918       | 39,73        | 28 791      | 45,76       | 30     |
|             | DVD                | 3 964        | 4,51         | 1 858       | 2,95        | 0      |
| Droite      | Droite             | 38 882       | 44,24        | 30 649      | 48,71       | 30     |
|             |                    |              |              |             |             |        |
|             | PS                 | 14 756       | 16,79        | 11 984      | 19,05       | 4      |
|             | DVG                | 6 751        | 7,68         | 5 011       | 7,96        | 2      |
|             | FG                 | 3 510        | 3,99         |             |             |        |
|             | Union de la gauche | 1 814        | 2,06         | 1 406       | 2,23        | 0      |
| Gauche      | Gauche             | 26 831       | 30,52        | 18 401      | 29,24       | 6      |
|             |                    |              |              |             |             |        |
|             | FN                 | 18 448       | 20,99        | 10 708      | 17,02       | 0      |
|             |                    |              |              |             |             |        |
|             | Divers             | 3 717        | 4,23         | 3 164       | 5,03        | 2      |
|             |                    |              |              |             |             |        |
| Inscrits    | Inscrits           | 176 495      | 100,00       | 130 595     | 100,00      |        |
| Abstentions | Abstentions        | 81 766       | 46,33        | 61 366      | 46,99       |        |
| Votants     | Votants            | 94 729       | 53,67        | 69 229      | 53,01       |        |
| Blancs      | Blancs             | 4 434        | 4,68         | 3 945       | 5,70        |        |
| Nuls        | Nuls               | 2 417        | 2,55         | 2 362       | 3,41        |        |
| Exprimés    | Exprimés           | 87 878       | 92,77        | 62 922      | 90,89       |        |

### Résultats par canton
| Canton                              | Conseiller sortant    | Parti                     | Parti       | Conseiller élu              | Parti           | Parti           |
| ----------------------------------- | --------------------- | ------------------------- | ----------- | --------------------------- | --------------- | --------------- |
| Allègre                             | Marie-Agnès Petit     |                           | UMP         | Canton supprimé             | Canton supprimé | Canton supprimé |
| Aurec-sur-Loire                     | Guy Vocanson*         |                           | PS          | Florence Teyssier           |                 | SE              |
| Aurec-sur-Loire                     | Guy Vocanson*         | Daniel Tonson             | PS          |                             | SE              |                 |
| Auzon                               | Nicole Chassin        |                           | PS          | Canton supprimé             | Canton supprimé | Canton supprimé |
| Bas-en-Basset                       | Joseph Chapuis        |                           | DVD         | Joseph Chapuis              |                 | UMP             |
| Bas-en-Basset                       | Joseph Chapuis        | Blandine Proriol          | DVD         |                             | UMP             |                 |
| Blesle                              | Robert Romeuf*        |                           | UDI         | Canton supprimé             | Canton supprimé | Canton supprimé |
| Boutières                           | Canton créé           | Canton créé               | Canton créé | Jean-Pierre Marcon          |                 | UDI             |
| Boutières                           | Canton créé           | Canton créé               | Canton créé | Brigitte Renaud             |                 | DVD             |
| Brioude-Nord                        | Jean-Noël Lhéritier   |                           | PS          | Canton supprimé             | Canton supprimé | Canton supprimé |
| Brioude-Sud                         | Sophie Courtine       |                           | UDI         | Canton supprimé             | Canton supprimé | Canton supprimé |
| Brioude                             | Canton créé           | Canton créé               | Canton créé | Michel Bergougnoux          |                 | UMP             |
| Brioude                             | Canton créé           | Canton créé               | Canton créé | Sophie Courtine             |                 | UDI             |
| Cayres                              | Marc Mouret*          |                           | UMP         | Canton supprimé             | Canton supprimé | Canton supprimé |
| La Chaise-Dieu                      | Robert Flauraud*      |                           | DVD         | Canton supprimé             | Canton supprimé | Canton supprimé |
| Craponne-sur-Arzon                  | Jean-Pierre Morgat*   |                           | DVD         | Canton supprimé             | Canton supprimé | Canton supprimé |
| Deux Rivières et Vallées            | Canton créé           | Canton créé               | Canton créé | Yves Braye                  |                 | UDI             |
| Deux Rivières et Vallées            | Canton créé           | Canton créé               | Canton créé | Marylène Mancini            |                 | DVD             |
| Emblavez-et-Meygal                  | Canton créé           | Canton créé               | Canton créé | Raymond Abrial              |                 | DVG             |
| Emblavez-et-Meygal                  | Canton créé           | Canton créé               | Canton créé | Cécile Gallien              |                 | UDI             |
| Fay-sur-Lignon                      | Gérard Roche*         |                           | UDI         | Canton supprimé             | Canton supprimé | Canton supprimé |
| Gorges de l'Allier-Gévaudan         | Canton créé           | Canton créé               | Canton créé | Michel Brun                 |                 | DVD             |
| Gorges de l'Allier-Gévaudan         | Canton créé           | Canton créé               | Canton créé | Marie Thérèse Roubaud       |                 | DVD             |
| Langeac                             | Guy Vissac*           |                           | UMP         | Canton supprimé             | Canton supprimé | Canton supprimé |
| Lavoûte-Chilhac                     | Jean-Pierre Vigier    |                           | UDI         | Canton supprimé             | Canton supprimé | Canton supprimé |
| Loudes                              | Michel Joubert        |                           | UDI         | Canton supprimé             | Canton supprimé | Canton supprimé |
| Mézenc                              | Canton créé           | Canton créé               | Canton créé | Philippe Delabre            |                 | UDI             |
| Mézenc                              | Canton créé           | Canton créé               | Canton créé | Nathalie Rousset            |                 | DVD             |
| Le Monastier-sur-Gazeille           | André Nicolas*        |                           | DVG         | Canton supprimé             | Canton supprimé | Canton supprimé |
| Monistrol-sur-Loire                 | François Berger       |                           | UDI         | François Berger             |                 | UDI             |
| Monistrol-sur-Loire                 | François Berger       | Christelle Michel Déléage | UDI         |                             | DVD             |                 |
| Montfaucon-en-Velay                 | Jean-Pierre Marcon    |                           | UDI         | Canton supprimé             | Canton supprimé | Canton supprimé |
| Paulhaguet                          | Jacques Roustide*     |                           | UMP         | Canton supprimé             | Canton supprimé | Canton supprimé |
| Le Pays de Lafayette                | Canton créé           | Canton créé               | Canton créé | Annie Ricoux                |                 | UMP             |
| Le Pays de Lafayette                | Canton créé           | Canton créé               | Canton créé | Jean-Pierre Vigier          |                 | UDI             |
| Pinols                              | Daniel Estieu*        |                           | SE          | Canton supprimé             | Canton supprimé | Canton supprimé |
| Le Plateau du Haut-Velay granitique | Canton créé           | Canton créé               | Canton créé | Bernard Brignon             |                 | UDI             |
| Le Plateau du Haut-Velay granitique | Canton créé           | Canton créé               | Canton créé | Marie-Agnès Petit           |                 | UMP             |
| Pradelles                           | Jean-Louis Reynaud*   |                           | DVD         | Canton supprimé             | Canton supprimé | Canton supprimé |
| Le Puy-en-Velay-Est                 | Jean-Claude Ferret*   |                           | PS          | Canton supprimé             | Canton supprimé | Canton supprimé |
| Le Puy-en-Velay-Nord                | Gérard Convert        |                           | PS          | Canton supprimé             | Canton supprimé | Canton supprimé |
| Le Puy-en-Velay-Ouest               | Christiane Mosnier    |                           | UDI         | Canton supprimé             | Canton supprimé | Canton supprimé |
| Le Puy-en-Velay-Sud-Est             | Pierre Robert         |                           | UMP         | Canton supprimé             | Canton supprimé | Canton supprimé |
| Le Puy-en-Velay-Sud-Ouest           | Marc Boléa            |                           | UDI         | Canton supprimé             | Canton supprimé | Canton supprimé |
| Le Puy-en-Velay-1                   | Canton créé           | Canton créé               | Canton créé | Marc Boléa                  |                 | UDI             |
| Le Puy-en-Velay-1                   | Canton créé           | Canton créé               | Canton créé | Christiane Mosnier          |                 | UDI             |
| Le Puy-en-Velay-2                   | Canton créé           | Canton créé               | Canton créé | Corinne Bringer             |                 | DVD             |
| Le Puy-en-Velay-2                   | Canton créé           | Canton créé               | Canton créé | Jean-Paul Vigouroux         |                 | DVD             |
| Le Puy-en-Velay-3                   | Canton créé           | Canton créé               | Canton créé | Laure Blée                  |                 | PS              |
| Le Puy-en-Velay-3                   | Canton créé           | Canton créé               | Canton créé | André Cornu                 |                 | PS              |
| Le Puy-en-Velay-4                   | Canton créé           | Canton créé               | Canton créé | Pierre Robert               |                 | DVD             |
| Le Puy-en-Velay-4                   | Canton créé           | Canton créé               | Canton créé | Christelle Valantin         |                 | DVD             |
| Retournac                           | Pierre Astor          |                           | DVD         | Canton supprimé             | Canton supprimé | Canton supprimé |
| Saint-Didier-en-Velay               | Michel Driot*         |                           | DVD         | Canton supprimé             | Canton supprimé | Canton supprimé |
| Saint-Julien-Chapteuil              | Raymond Abrial        |                           | DVG         | Canton supprimé             | Canton supprimé | Canton supprimé |
| Saint-Paulien                       | Jean Boyer *          |                           | UDI         | Michel Joubert              |                 | UDI             |
| Saint-Paulien                       | Jean Boyer *          | Marie Pierre Vincent      | UDI         |                             | UDI             |                 |
| Sainte-Florine                      | Canton créé           | Canton créé               | Canton créé | Nicole Chassin              |                 | PS              |
| Sainte-Florine                      | Canton créé           | Canton créé               | Canton créé | Pascal Gibelin              |                 | PS              |
| Sainte-Sigolène                     | Yves Braye            |                           | UDI         | Canton supprimé             | Canton supprimé | Canton supprimé |
| Saugues                             | Marie-Claude Coufort* |                           | UDI         | Canton supprimé             | Canton supprimé | Canton supprimé |
| Solignac-sur-Loire                  | Michel Decolin        |                           | UDI         | Canton supprimé             | Canton supprimé | Canton supprimé |
| Tence                               | Jacqueline Decultis*  |                           | EÉLV        | Canton supprimé             | Canton supprimé | Canton supprimé |
| Le Velay volcanique                 | Canton créé           | Canton créé               | Canton créé | Michel Décolin              |                 | UDI             |
| Le Velay volcanique                 | Canton créé           | Canton créé               | Canton créé | Marie-Laure Soulier-Mugnier |                 | SE              |
| Vorey                               | Georges Boit*         |                           | UMP         | Canton supprimé             | Canton supprimé | Canton supprimé |
| Yssingeaux                          | Madeleine Dubois      |                           | UDI         | Jean-Noël Barrot            |                 | UMP             |
| Yssingeaux                          | Madeleine Dubois      | Madeleine Dubois          | UDI         |                             | UDI             |                 |

* Conseillers généraux sortants ne se représentant pas 

## Résultats par canton

### Canton d'Aurec-sur-Loire
| Candidats   | Candidats         | Partis      | Partis      | Premier tour | Premier tour | Second tour | Second tour |
| Candidats   | Candidats         | Partis      | Partis      | Voix         | %            | Voix        | %           |
| ----------- | ----------------- | ----------- | ----------- | ------------ | ------------ | ----------- | ----------- |
| 1           | Pierre Cheynet    |             | FN          | 2 040        | 41,46        | 2 313       | 42,23       |
| 1           | Suzanne Fourets   |             | FN          | 2 040        | 41,46        | 2 313       | 42,23       |
| 2           | Jacqueline Roubin |             | SE          | 699          | 14,21        |             |             |
| 2           | Yvon Valeyre      |             | SE          | 699          | 14,21        |             |             |
| 3           | Florence Teyssier |             | SE          | 2 181        | 44,33        | 3 164       | 57,77       |
| 3           | Daniel Tonson     |             | SE          | 2 181        | 44,33        | 3 164       | 57,77       |
|             |                   |             |             |              |              |             |             |
| Inscrits    | Inscrits          | Inscrits    | Inscrits    | 10 528       | 100,00       | 10 527      | 100,00      |
| Abstentions | Abstentions       | Abstentions | Abstentions | 5 178        | 49,18        | 4 660       | 44,27       |
| Votants     | Votants           | Votants     | Votants     | 5 350        | 50,82        | 5 867       | 55,73       |
| Blancs      | Blancs            | Blancs      | Blancs      | 323          | 6,04         | 247         | 4,21        |
| Nuls        | Nuls              | Nuls        | Nuls        | 107          | 2            | 143         | 2,44        |
| Exprimés    | Exprimés          | Exprimés    | Exprimés    | 4 920        | 91,96        | 5 477       | 93,35       |

### Canton de Bas-en-Basset
| Candidats            | Candidats              | Partis      | Partis      | Premier tour | Premier tour | Second tour | Second tour |
| Candidats            | Candidats              | Partis      | Partis      | Voix         | %            | Voix        | %           |
| -------------------- | ---------------------- | ----------- | ----------- | ------------ | ------------ | ----------- | ----------- |
| 1                    | Pierre Astor*          |             | DVD         | 1 183        | 22,55        |             |             |
| 1                    | Celine Jolivet Decroix |             | DVD         | 1 183        | 22,55        |             |             |
| 2                    | Fabrice Farison        |             | PS          | 703          | 13,40        |             |             |
| 2                    | Élisabeth Mianes       |             | PS          | 703          | 13,40        |             |             |
| 3                    | Joseph Chapuis*        |             | UMP         | 1 775        | 33,84        | 3 012       | 60,37       |
| 3                    | Blandine Proriol       |             | UMP         | 1 775        | 33,84        | 3 012       | 60,37       |
| 4                    | Alison Cardaire        |             | FN          | 1 585        | 30,21        | 2 218       | 46,26       |
| 4                    | Ludovic Deschamps      |             | FN          | 1 585        | 30,21        | 2 218       | 46,26       |
|                      |                        |             |             |              |              |             |             |
| Inscrits             | Inscrits               | Inscrits    | Inscrits    | 9 796        | 100,00       | 9 796       | 100,00      |
| Abstentions          | Abstentions            | Abstentions | Abstentions | 4 264        | 43,53        | 4 301       | 43,91       |
| Votants              | Votants                | Votants     | Votants     | 5 532        | 56,47        | 5 495       | 56,09       |
| Blancs               | Blancs                 | Blancs      | Blancs      | 174          | 3,15         | 345         | 6,28        |
| Nuls                 | Nuls                   | Nuls        | Nuls        | 112          | 2,02         | 161         | 2,93        |
| Exprimés             | Exprimés               | Exprimés    | Exprimés    | 5 246        | 94,83        | 4 989       | 90,79       |
| * conseiller sortant |                        |             |             |              |              |             |             |

### Canton des Boutières
| Candidats            | Candidats                  | Partis      | Partis      | Premier tour | Premier tour |
| Candidats            | Candidats                  | Partis      | Partis      | Voix         | %            |
| -------------------- | -------------------------- | ----------- | ----------- | ------------ | ------------ |
| 1                    | Jean-Pierre Marcon*        |             | UDI         | 3 468        | 79,23        |
| 1                    | Brigitte Renaud            |             | DVD         | 3 468        | 79,23        |
| 2                    | Janine Chatelard-Putignier |             | PS          | 909          | 20,77        |
| 2                    | Daniel Chervalier          |             | PS          | 909          | 20,77        |
|                      |                            |             |             |              |              |
| Inscrits             | Inscrits                   | Inscrits    | Inscrits    | 9 982        | 100,00       |
| Abstentions          | Abstentions                | Abstentions | Abstentions | 4 852        | 48,61        |
| Votants              | Votants                    | Votants     | Votants     | 5 130        | 51,39        |
| Blancs               | Blancs                     | Blancs      | Blancs      | 412          | 8,03         |
| Nuls                 | Nuls                       | Nuls        | Nuls        | 341          | 6,65         |
| Exprimés             | Exprimés                   | Exprimés    | Exprimés    | 4 377        | 85,32        |
| * conseiller sortant |                            |             |             |              |              |

### Canton de Brioude
| Candidats            | Candidats            | Partis      | Partis      | Premier tour | Premier tour | Second tour | Second tour |
| Candidats            | Candidats            | Partis      | Partis      | Voix         | %            | Voix        | %           |
| -------------------- | -------------------- | ----------- | ----------- | ------------ | ------------ | ----------- | ----------- |
| 1                    | Michel Bergougnoux   |             | UMP         | 1 986        | 39,65        | 2 577       | 53,74       |
| 1                    | Sophie Courtine      |             | UDI         | 1 986        | 39,65        | 2 577       | 53,74       |
| 2                    | Jean-Noël Lhéritier* |             | PS          | 1 595        | 31,84        | 2 218       | 46,26       |
| 2                    | Brigitte Souchon     |             | PS          | 1 595        | 31,84        | 2 218       | 46,26       |
| 3                    | Laurent Doussin      |             | FG          | 586          | 11,70        |             |             |
| 3                    | Doriane Rousserie    |             | FG          | 586          | 11,70        |             |             |
| 4                    | Sandrine Pradal      |             | FN          | 842          | 16,81        |             |             |
| 4                    | Christian Thérond    |             | FN          | 842          | 16,81        |             |             |
|                      |                      |             |             |              |              |             |             |
| Inscrits             | Inscrits             | Inscrits    | Inscrits    | 10 253       | 100,00       | 10 253      | 100,00      |
| Abstentions          | Abstentions          | Abstentions | Abstentions | 4 967        | 48,44        | 4 983       | 48,6        |
| Votants              | Votants              | Votants     | Votants     | 5 286        | 51,56        | 5 270       | 51,4        |
| Blancs               | Blancs               | Blancs      | Blancs      | 184          | 3,48         | 250         | 4,74        |
| Nuls                 | Nuls                 | Nuls        | Nuls        | 93           | 1,76         | 225         | 4,27        |
| Exprimés             | Exprimés             | Exprimés    | Exprimés    | 5 009        | 94,76        | 4 795       | 90,99       |
| * conseiller sortant |                      |             |             |              |              |             |             |

### Canton des Deux Rivières et Vallées
| Candidats            | Candidats            | Partis      | Partis      | Premier tour | Premier tour | Second tour | Second tour |
| Candidats            | Candidats            | Partis      | Partis      | Voix         | %            | Voix        | %           |
| -------------------- | -------------------- | ----------- | ----------- | ------------ | ------------ | ----------- | ----------- |
| 1                    | Antoine Lardon       |             | PS          | 867          | 16,45        |             |             |
| 1                    | Sonia Martellino     |             | PS          | 867          | 16,45        |             |             |
| 2                    | Carine Chaudier      |             | DVD         | 1 246        | 23,65        |             |             |
| 2                    | Patrick Riffard      |             | DVD         | 1 246        | 23,65        |             |             |
| 3                    | Sandrine Fleury      |             | FN          | 1 476        | 28,01        | 1 770       | 36,99       |
| 3                    | Jean François Techer |             | FN          | 1 476        | 28,01        | 1 770       | 36,99       |
| 4                    | Yves Braye*          |             | UDI         | 1 680        | 31,88        | 3 015       | 63,01       |
| 4                    | Marylène Mancini     |             | DVD         | 1 680        | 31,88        | 3 015       | 63,01       |
|                      |                      |             |             |              |              |             |             |
| Inscrits             | Inscrits             | Inscrits    | Inscrits    | 10 024       | 100,00       | 10 021      | 100,00      |
| Abstentions          | Abstentions          | Abstentions | Abstentions | 4 545        | 45,34        | 4 767       | 47,57       |
| Votants              | Votants              | Votants     | Votants     | 5 479        | 54,66        | 5 254       | 52,43       |
| Blancs               | Blancs               | Blancs      | Blancs      | 179          | 3,27         | 332         | 6,32        |
| Nuls                 | Nuls                 | Nuls        | Nuls        | 31           | 0,57         | 137         | 2,61        |
| Exprimés             | Exprimés             | Exprimés    | Exprimés    | 5 269        | 96,17        | 4 785       | 91,07       |
| * conseiller sortant |                      |             |             |              |              |             |             |

### Canton d'Emblavez-et-Meygal
| Candidats            | Candidats                      | Partis      | Partis      | Premier tour | Premier tour | Second tour | Second tour |
| Candidats            | Candidats                      | Partis      | Partis      | Voix         | %            | Voix        | %           |
| -------------------- | ------------------------------ | ----------- | ----------- | ------------ | ------------ | ----------- | ----------- |
| 1                    | Raymond Abrial*                |             | DVG         | 2 229        | 42,88        | 3 775       | 74,86       |
| 1                    | Cécile Gallien                 |             | UDI         | 2 229        | 42,88        | 3 775       | 74,86       |
| 2                    | Ernestine Chalendard-Ngamikara |             | UMP         | 1 063        | 20,45        |             |             |
| 2                    | Jean-Benoît Girodet            |             | UMP         | 1 063        | 20,45        |             |             |
| 3                    | Bernadette Courbon             |             | FN          | 1 103        | 21,22        | 1 268       | 25,14       |
| 3                    | Serge Dincq                    |             | FN          | 1 103        | 21,22        | 1 268       | 25,14       |
| 4                    | Gustave Alirol                 |             | OC          | 803          | 15,45        |             |             |
| 4                    | Emeline Chicha                 |             | PS          | 803          | 15,45        |             |             |
|                      |                                |             |             |              |              |             |             |
| Inscrits             | Inscrits                       | Inscrits    | Inscrits    | 9 926        | 100,00       | 9 925       | 100,00      |
| Abstentions          | Abstentions                    | Abstentions | Abstentions | 4 372        | 44,05        | 4 404       | 44,37       |
| Votants              | Votants                        | Votants     | Votants     | 5 554        | 55,95        | 5 521       | 55,63       |
| Blancs               | Blancs                         | Blancs      | Blancs      | 203          | 3,66         | 236         | 4,27        |
| Nuls                 | Nuls                           | Nuls        | Nuls        | 153          | 2,75         | 242         | 4,38        |
| Exprimés             | Exprimés                       | Exprimés    | Exprimés    | 5 198        | 93,59        | 5 043       | 91,34       |
| * conseiller sortant |                                |             |             |              |              |             |             |

### Canton de Gorges de l'Allier-Gévaudan
| Candidats   | Candidats             | Partis      | Partis      | Premier tour | Premier tour |
| Candidats   | Candidats             | Partis      | Partis      | Voix         | %            |
| ----------- | --------------------- | ----------- | ----------- | ------------ | ------------ |
| 1           | Sabine Bouquet        |             | DVG         | 1 314        | 29,88        |
| 1           | Franck Noël-Baron     |             | DVG         | 1 314        | 29,88        |
| 2           | Thérèse Ares          |             | FN          | 825          | 18,76        |
| 2           | Jacques Tournayre     |             | FN          | 825          | 18,76        |
| 3           | Michel Brun           |             | DVD         | 2 258        | 51,35        |
| 3           | Marie Thérèse Roubaud |             | DVD         | 2 258        | 51,35        |
|             |                       |             |             |              |              |
| Inscrits    | Inscrits              | Inscrits    | Inscrits    | 8 561        | 100,00       |
| Abstentions | Abstentions           | Abstentions | Abstentions | 3 795        | 44,33        |
| Votants     | Votants               | Votants     | Votants     | 4 766        | 55,67        |
| Blancs      | Blancs                | Blancs      | Blancs      | 234          | 4,91         |
| Nuls        | Nuls                  | Nuls        | Nuls        | 135          | 2,83         |
| Exprimés    | Exprimés              | Exprimés    | Exprimés    | 4 397        | 92,26        |

### Canton du Mézenc
| Candidats   | Candidats            | Partis      | Partis      | Premier tour | Premier tour | Second tour | Second tour |
| Candidats   | Candidats            | Partis      | Partis      | Voix         | %            | Voix        | %           |
| ----------- | -------------------- | ----------- | ----------- | ------------ | ------------ | ----------- | ----------- |
| 1           | Philippe Delabre     |             | UDI         | 2 188        | 45,13        | 2 645       | 56,76       |
| 1           | Nathalie Rousset     |             | DVD         | 2 188        | 45,13        | 2 645       | 56,76       |
| 2           | Bernard Cheynel      |             | PS          | 1 667        | 34,39        | 2 015       | 43,24       |
| 2           | Renée Vaggiani       |             | PS          | 1 667        | 34,39        | 2 015       | 43,24       |
| 3           | Fabien Guillaumond   |             | FN          | 993          | 20,48        |             |             |
| 3           | Géraldine Samiotakis |             | FN          | 993          | 20,48        |             |             |
|             |                      |             |             |              |              |             |             |
| Inscrits    | Inscrits             | Inscrits    | Inscrits    | 10 143       | 100,00       | 10 143      | 100,00      |
| Abstentions | Abstentions          | Abstentions | Abstentions | 4 914        | 48,45        | 4 977       | 49,07       |
| Votants     | Votants              | Votants     | Votants     | 5 229        | 51,55        | 5 166       | 50,93       |
| Blancs      | Blancs               | Blancs      | Blancs      | 241          | 4,61         | 269         | 5,21        |
| Nuls        | Nuls                 | Nuls        | Nuls        | 140          | 2,68         | 237         | 4,59        |
| Exprimés    | Exprimés             | Exprimés    | Exprimés    | 4 848        | 92,71        | 4 660       | 90,21       |

### Canton de Monistrol-sur-Loire
| Candidats            | Candidats                 | Partis      | Partis      | Premier tour | Premier tour | Second tour | Second tour |
| Candidats            | Candidats                 | Partis      | Partis      | Voix         | %            | Voix        | %           |
| -------------------- | ------------------------- | ----------- | ----------- | ------------ | ------------ | ----------- | ----------- |
| 1                    | Jean-Marc Guillaumond     |             | FN          | 1 365        | 27,89        | 1 386       | 31,13       |
| 1                    | Maria Raia                |             | FN          | 1 365        | 27,89        | 1 386       | 31,13       |
| 2                    | Yannis Massard            |             | FG          | 498          | 10,18        |             |             |
| 2                    | Anne-Sophie Putot         |             | PCF         | 498          | 10,18        |             |             |
| 3                    | Guy Laurenson             |             | PS          | 1 025        | 20,94        |             |             |
| 3                    | Annie Mangiaracina-Vérot  |             | PS          | 1 025        | 20,94        |             |             |
| 4                    | François Berger*          |             | UDI         | 2 006        | 40,99        | 3 066       | 68,87       |
| 4                    | Christelle Michel Déléage |             | DVD         | 2 006        | 40,99        | 3 066       | 68,87       |
|                      |                           |             |             |              |              |             |             |
| Inscrits             | Inscrits                  | Inscrits    | Inscrits    | 9 785        | 100,00       | 9 785       | 100,00      |
| Abstentions          | Abstentions               | Abstentions | Abstentions | 4 549        | 46,49        | 4 674       | 47,77       |
| Votants              | Votants                   | Votants     | Votants     | 5 236        | 53,51        | 5 111       | 52,23       |
| Blancs               | Blancs                    | Blancs      | Blancs      | 238          | 4,55         | 469         | 9,18        |
| Nuls                 | Nuls                      | Nuls        | Nuls        | 104          | 1,99         | 190         | 3,72        |
| Exprimés             | Exprimés                  | Exprimés    | Exprimés    | 4 894        | 93,47        | 4 452       | 87,11       |
| * conseiller sortant |                           |             |             |              |              |             |             |

### Canton du Pays de Lafayette
| Candidats   | Candidats                 | Partis      | Partis      | Premier tour | Premier tour | Second tour | Second tour |
| Candidats   | Candidats                 | Partis      | Partis      | Voix         | %            | Voix        | %           |
| ----------- | ------------------------- | ----------- | ----------- | ------------ | ------------ | ----------- | ----------- |
| 1           | Christian Poulet          |             | SE          | 618          | 14,36        |             |             |
| 1           | Élisabeth Tixier          |             | SE          | 618          | 14,36        |             |             |
| 2           | Florence Bellut           |             | DVD         | 185          | 4,30         |             |             |
| 2           | Jean Samuel               |             | DVD         | 185          | 4,30         |             |             |
| 3           | Annie Ricoux              |             | UMP         | 1 778        | 41,32        | 2 894       | 76,52       |
| 3           | Jean-Pierre Vigier        |             | UDI         | 1 778        | 41,32        | 2 894       | 76,52       |
| 4           | Alain Chapuis             |             | FG          | 553          | 12,85        |             |             |
| 4           | Christine Chevalier       |             | FG          | 553          | 12,85        |             |             |
| 5           | Marie-Christine Bonnefois |             | PS          | 459          | 10,67        |             |             |
| 5           | Jean-François Thillet     |             | PS          | 459          | 10,67        |             |             |
| 6           | Jacques Cardaire          |             | FN          | 710          | 16,50        | 888         | 23,48       |
| 6           | Christine Girard          |             | FN          | 710          | 16,50        | 888         | 23,48       |
|             |                           |             |             |              |              |             |             |
| Inscrits    | Inscrits                  | Inscrits    | Inscrits    | 8 497        | 100,00       | 8 495       | 100,00      |
| Abstentions | Abstentions               | Abstentions | Abstentions | 3 899        | 45,89        | 4 041       | 47,57       |
| Votants     | Votants                   | Votants     | Votants     | 4 598        | 54,11        | 4 454       | 52,43       |
| Blancs      | Blancs                    | Blancs      | Blancs      | 179          | 3,89         | 427         | 9,59        |
| Nuls        | Nuls                      | Nuls        | Nuls        | 116          | 2,52         | 245         | 5,5         |
| Exprimés    | Exprimés                  | Exprimés    | Exprimés    | 4 303        | 93,58        | 3 782       | 84,91       |

### Canton du Plateau du Haut-Velay granitique
| Candidats            | Candidats            | Partis      | Partis      | Premier tour | Premier tour |
| Candidats            | Candidats            | Partis      | Partis      | Voix         | %            |
| -------------------- | -------------------- | ----------- | ----------- | ------------ | ------------ |
| 1                    | Joris Barlet         |             | FN          | 1 133        | 25,56        |
| 1                    | Corinne Trolliet     |             | FN          | 1 133        | 25,56        |
| 2                    | Madeleine Allard     |             | PS          | 775          | 17,48        |
| 2                    | Jean-Paul Maisonnial |             | PS          | 775          | 17,48        |
| 3                    | Bernard Brignon      |             | UDI         | 2 525        | 56,96        |
| 3                    | Marie-Agnès Petit*   |             | UMP         | 2 525        | 56,96        |
|                      |                      |             |             |              |              |
| Inscrits             | Inscrits             | Inscrits    | Inscrits    | 8 528        | 100,00       |
| Abstentions          | Abstentions          | Abstentions | Abstentions | 3 741        | 43,87        |
| Votants              | Votants              | Votants     | Votants     | 4 787        | 56,13        |
| Blancs               | Blancs               | Blancs      | Blancs      | 224          | 4,68         |
| Nuls                 | Nuls                 | Nuls        | Nuls        | 130          | 2,72         |
| Exprimés             | Exprimés             | Exprimés    | Exprimés    | 4 433        | 92,60        |
| * conseiller sortant |                      |             |             |              |              |

### Canton du Puy-en-Velay-1
| Candidats            | Candidats          | Partis      | Partis      | Premier tour | Premier tour | Second tour | Second tour |
| Candidats            | Candidats          | Partis      | Partis      | Voix         | %            | Voix        | %           |
| -------------------- | ------------------ | ----------- | ----------- | ------------ | ------------ | ----------- | ----------- |
| 1                    | Nicole Granger     |             | FN          | 724          | 19,00        |             |             |
| 1                    | René Vaché         |             | FN          | 724          | 19,00        |             |             |
| 2                    | Marc Boléa*        |             | UDI         | 1 757        | 46,12        | 2 200       | 61,01       |
| 2                    | Christiane Mosnier |             | UDI         | 1 757        | 46,12        | 2 200       | 61,01       |
| 3                    | Celline Gacon      |             | EÉLV        | 1 011        | 26,54        | 1 406       | 38,99       |
| 3                    | Grégoire Potton    |             | PS          | 1 011        | 26,54        | 1 406       | 38,99       |
| 4                    | Lionel Bouton      |             | PG          | 318          | 8,35         |             |             |
| 4                    | Michelle Chaumet   |             | PCF         | 318          | 8,35         |             |             |
|                      |                    |             |             |              |              |             |             |
| Inscrits             | Inscrits           | Inscrits    | Inscrits    | 8 249        | 100,00       | 8 249       | 100,00      |
| Abstentions          | Abstentions        | Abstentions | Abstentions | 4 189        | 50,78        | 4 280       | 51,89       |
| Votants              | Votants            | Votants     | Votants     | 4 060        | 49,22        | 3 969       | 48,11       |
| Blancs               | Blancs             | Blancs      | Blancs      | 181          | 4,46         | 217         | 5,47        |
| Nuls                 | Nuls               | Nuls        | Nuls        | 69           | 1,7          | 146         | 3,68        |
| Exprimés             | Exprimés           | Exprimés    | Exprimés    | 3 810        | 93,84        | 3 606       | 90,85       |
| * conseiller sortant |                    |             |             |              |              |             |             |

### Canton du Puy-en-Velay-2
| Candidats            | Candidats           | Partis      | Partis      | Premier tour | Premier tour | Second tour | Second tour |
| Candidats            | Candidats           | Partis      | Partis      | Voix         | %            | Voix        | %           |
| -------------------- | ------------------- | ----------- | ----------- | ------------ | ------------ | ----------- | ----------- |
| 1                    | Gérard Convert*     |             | PS          | 1 403        | 30,35        | 1 865       | 41,69       |
| 1                    | Josiane Mialon      |             | PS          | 1 403        | 30,35        | 1 865       | 41,69       |
| 2                    | Joffrey Chouvelon   |             | FN          | 835          | 18,06        |             |             |
| 2                    | Bernadette Romeyer  |             | FN          | 835          | 18,06        |             |             |
| 3                    | Gilbert Chaine      |             | PG          | 321          | 6,94         |             |             |
| 3                    | Évelyne Valentin    |             | PCF         | 321          | 6,94         |             |             |
| 4                    | Corinne Bringer     |             | DVD         | 1 845        | 39,91        | 2 609       | 58,31       |
| 4                    | Jean-Paul Vigouroux |             | DVD         | 1 845        | 39,91        | 2 609       | 58,31       |
| 5                    | Magali Gauraz       |             | SE          | 219          | 4,74         |             |             |
| 5                    | Alexis Monjauze     |             | SE          | 219          | 4,74         |             |             |
|                      |                     |             |             |              |              |             |             |
| Inscrits             | Inscrits            | Inscrits    | Inscrits    | 9 501        | 100,000      | 9 501       | 100,00      |
| Abstentions          | Abstentions         | Abstentions | Abstentions | 4 624        | 48,67        | 4 654       | 48,98       |
| Votants              | Votants             | Votants     | Votants     | 4 877        | 51,33        | 4 847       | 51,02       |
| Blancs               | Blancs              | Blancs      | Blancs      | 162          | 3,32         | 258         | 5,32        |
| Nuls                 | Nuls                | Nuls        | Nuls        | 92           | 1,89         | 115         | 2,37        |
| Exprimés             | Exprimés            | Exprimés    | Exprimés    | 4 623        | 94,79        | 4 474       | 92,3        |
| * conseiller sortant |                     |             |             |              |              |             |             |

### Canton du Puy-en-Velay-3
| Candidats   | Candidats             | Partis      | Partis      | Premier tour | Premier tour | Second tour | Second tour |
| Candidats   | Candidats             | Partis      | Partis      | Voix         | %            | Voix        | %           |
| ----------- | --------------------- | ----------- | ----------- | ------------ | ------------ | ----------- | ----------- |
| 1           | Yves Prat             |             | PG          | 434          | 10,88        |             |             |
| 1           | Solange Reymond-Arsac |             | E!          | 434          | 10,88        |             |             |
| 2           | Laure Blée            |             | PS          | 1 481        | 37,12        | 2 155       | 53,7        |
| 2           | André Cornu           |             | PS          | 1 481        | 37,12        | 2 155       | 53,7        |
| 3           | Pierre Quiblier       |             | FN          | 725          | 18,17        |             |             |
| 3           | Marie-Léonce Sabatier |             | FN          | 725          | 18,17        |             |             |
| 4           | Jean-Paul Bringer     |             | DVD         | 1 350        | 33,83        | 1 858       | 46,3        |
| 4           | Anne-Marie Chaussende |             | DVD         | 1 350        | 33,83        | 1 858       | 46,3        |
|             |                       |             |             |              |              |             |             |
| Inscrits    | Inscrits              | Inscrits    | Inscrits    | 8 341        | 100,00       | 8 341       | 100,00      |
| Abstentions | Abstentions           | Abstentions | Abstentions | 4 143        | 49,67        | 4 009       | 48,06       |
| Votants     | Votants               | Votants     | Votants     | 4 198        | 50,33        | 4 332       | 51,94       |
| Blancs      | Blancs                | Blancs      | Blancs      | 150          | 3,57         | 204         | 4,71        |
| Nuls        | Nuls                  | Nuls        | Nuls        | 58           | 1,38         | 115         | 2,65        |
| Exprimés    | Exprimés              | Exprimés    | Exprimés    | 3 990        | 95,05        | 4 013       | 92,64       |

### Canton du Puy-en-Velay-4
| Candidats            | Candidats           | Partis      | Partis      | Premier tour | Premier tour | Second tour | Second tour |
| Candidats            | Candidats           | Partis      | Partis      | Voix         | %            | Voix        | %           |
| -------------------- | ------------------- | ----------- | ----------- | ------------ | ------------ | ----------- | ----------- |
| 1                    | Valérie Alibert     |             | PCF         | 331          | 7,85         |             |             |
| 1                    | Laurent Putoux      |             | PCF         | 331          | 7,85         |             |             |
| 2                    | Aurore Arnaud       |             | FN          | 721          | 17,10        |             |             |
| 2                    | Jacques Texier      |             | FN          | 721          | 17,10        |             |             |
| 3                    | Pierre Robert*      |             | DVD         | 2 080        | 49,32        | 2 513       | 63,64       |
| 3                    | Christelle Valantin |             | DVD         | 2 080        | 49,32        | 2 513       | 63,64       |
| 4                    | Laurent Johanny     |             | PS          | 1 085        | 25,73        | 1 436       | 36,36       |
| 4                    | Isabelle Margerit   |             | PS          | 1 085        | 25,73        | 1 436       | 36,36       |
|                      |                     |             |             |              |              |             |             |
| Inscrits             | Inscrits            | Inscrits    | Inscrits    | 8 803        | 100,00       | 8 796       | 100,00      |
| Abstentions          | Abstentions         | Abstentions | Abstentions | 4 325        | 49,13        | 4 506       | 51,23       |
| Votants              | Votants             | Votants     | Votants     | 4 478        | 50,87        | 4 290       | 48,77       |
| Blancs               | Blancs              | Blancs      | Blancs      | 173          | 3,86         | 225         | 5,24        |
| Nuls                 | Nuls                | Nuls        | Nuls        | 88           | 1,97         | 116         | 2,7         |
| Exprimés             | Exprimés            | Exprimés    | Exprimés    | 4 217        | 94,17        | 3 949       | 92,05       |
| * conseiller sortant |                     |             |             |              |              |             |             |

### Canton de Saint-Paulien
| Candidats            | Candidats            | Partis      | Partis      | Premier tour | Premier tour | Second tour | Second tour |
| Candidats            | Candidats            | Partis      | Partis      | Voix         | %            | Voix        | %           |
| -------------------- | -------------------- | ----------- | ----------- | ------------ | ------------ | ----------- | ----------- |
| 1                    | Laurent Barbalat     |             | DVG         | 1 076        | 25,14        | 1 236       | 27,12       |
| 1                    | Odile Maurel         |             | DVG         | 1 076        | 25,14        | 1 236       | 27,12       |
| 2                    | Édouard Crozier      |             | FN          | 1 129        | 26,38        | 1 106       | 24,27       |
| 2                    | Véronique Gathercole |             | FN          | 1 129        | 26,38        | 1 106       | 24,27       |
| 3                    | Michel Joubert*      |             | UDI         | 2 075        | 48,48        | 2 216       | 48,62       |
| 3                    | Marie Pierre Vincent |             | UDI         | 2 075        | 48,48        | 2 216       | 48,62       |
|                      |                      |             |             |              |              |             |             |
| Inscrits             | Inscrits             | Inscrits    | Inscrits    | 7 945        | 100,00       | 7 945       | 100,00      |
| Abstentions          | Abstentions          | Abstentions | Abstentions | 3 214        | 40,45        | 3 037       | 38,23       |
| Votants              | Votants              | Votants     | Votants     | 4 731        | 59,55        | 4 908       | 61,77       |
| Blancs               | Blancs               | Blancs      | Blancs      | 301          | 6,36         | 228         | 4,65        |
| Nuls                 | Nuls                 | Nuls        | Nuls        | 150          | 3,17         | 122         | 2,49        |
| Exprimés             | Exprimés             | Exprimés    | Exprimés    | 4 280        | 90,47        | 4 558       | 92,87       |
| * conseiller sortant |                      |             |             |              |              |             |             |

### Canton de Sainte-Florine
| Candidats            | Candidats                | Partis      | Partis      | Premier tour | Premier tour | Second tour | Second tour |
| Candidats            | Candidats                | Partis      | Partis      | Voix         | %            | Voix        | %           |
| -------------------- | ------------------------ | ----------- | ----------- | ------------ | ------------ | ----------- | ----------- |
| 1                    | Christophe Bedrossian    |             | FG          | 469          | 10,45        |             |             |
| 1                    | Myriam Chevalier Bonnour |             | FG          | 469          | 10,45        |             |             |
| 2                    | François Barrat          |             | FN          | 918          | 20,46        |             |             |
| 2                    | Victorine Verot          |             | FN          | 918          | 20,46        |             |             |
| 3                    | Michel Clemensat         |             | UMP         | 1 335        | 29,76        | 2 044       | 47,11       |
| 3                    | Françoise Lotte          |             | UMP         | 1 335        | 29,76        | 2 044       | 47,11       |
| 4                    | Nicole Chassin*          |             | PS          | 1 764        | 39,32        | 2 295       | 52,89       |
| 4                    | Pascal Gibelin           |             | PS          | 1 764        | 39,32        | 2 295       | 52,89       |
|                      |                          |             |             |              |              |             |             |
| Inscrits             | Inscrits                 | Inscrits    | Inscrits    | 8 839        | 100,00       | 8 818       | 100,00      |
| Abstentions          | Abstentions              | Abstentions | Abstentions | 4 081        | 46,17        | 4 073       | 46,19       |
| Votants              | Votants                  | Votants     | Votants     | 4 758        | 53,83        | 4 745       | 53,81       |
| Blancs               | Blancs                   | Blancs      | Blancs      | 152          | 3,19         | 238         | 5,02        |
| Nuls                 | Nuls                     | Nuls        | Nuls        | 120          | 2,52         | 168         | 3,54        |
| Exprimés             | Exprimés                 | Exprimés    | Exprimés    | 4 486        | 94,28        | 4 339       | 91,44       |
| * conseiller sortant |                          |             |             |              |              |             |             |

### Canton du Velay volcanique
| Candidats            | Candidats                   | Partis      | Partis      | Premier tour | Premier tour |
| Candidats            | Candidats                   | Partis      | Partis      | Voix         | %            |
| -------------------- | --------------------------- | ----------- | ----------- | ------------ | ------------ |
| 1                    | Michel Decolin*             |             | UDI         | 2 463        | 53,60        |
| 1                    | Marie-Laure Soulier-Mugnier |             | SE          | 2 463        | 53,60        |
| 2                    | Serge Boyer                 |             | DVG         | 2 132        | 46,40        |
| 2                    | Isabelle Credaro-Provins    |             | DVG         | 2 132        | 46,40        |
|                      |                             |             |             |              |              |
| Inscrits             | Inscrits                    | Inscrits    | Inscrits    | 9 188        | 100,00       |
| Abstentions          | Abstentions                 | Abstentions | Abstentions | 3 844        | 41,84        |
| Votants              | Votants                     | Votants     | Votants     | 5 344        | 58,16        |
| Blancs               | Blancs                      | Blancs      | Blancs      | 399          | 7,47         |
| Nuls                 | Nuls                        | Nuls        | Nuls        | 350          | 6,55         |
| Exprimés             | Exprimés                    | Exprimés    | Exprimés    | 4 595        | 85,98        |
| * conseiller sortant |                             |             |             |              |              |

### Canton d'Yssingeaux
| Candidats            | Candidats             | Partis      | Partis      | Premier tour | Premier tour |
| Candidats            | Candidats             | Partis      | Partis      | Voix         | %            |
| -------------------- | --------------------- | ----------- | ----------- | ------------ | ------------ |
| 1                    | Agnes Hay             |             | PS          | 1 023        | 20,53        |
| 1                    | Étienne Vial          |             | PS          | 1 023        | 20,53        |
| 2                    | Jean-Noël Barrot      |             | UMP         | 2 636        | 52,90        |
| 2                    | Madeleine Dubois*     |             | UDI         | 2 636        | 52,90        |
| 3                    | Gabriel Jean Cardaire |             | FN          | 1 324        | 26,57        |
| 3                    | Émilie Vocanson       |             | FN          | 1 324        | 26,57        |
|                      |                       |             |             |              |              |
| Inscrits             | Inscrits              | Inscrits    | Inscrits    | 9 606        | 100,00       |
| Abstentions          | Abstentions           | Abstentions | Abstentions | 4 270        | 44,45        |
| Votants              | Votants               | Votants     | Votants     | 5 336        | 55,55        |
| Blancs               | Blancs                | Blancs      | Blancs      | 325          | 6,09         |
| Nuls                 | Nuls                  | Nuls        | Nuls        | 28           | 0,52         |
| Exprimés             | Exprimés              | Exprimés    | Exprimés    | 4 983        | 93,38        |
| * conseiller sortant |                       |             |             |              |              |